# 飢死しそうな子どもたち
飢死しそうな子どもたち（うえじにしそうなこどもたち、Die Kinder in Hungersnot）は、『グリム童話』の初版に収録されている作品である（決定稿の第7版からは削除されている）。

## あらすじ
あるところに娘が二人いる女がいた。貧乏でみんなお腹が空き、どうにも我慢が出来なくなると母は正気を失い、娘を殺して食料を作ろうとした。そこで、娘は食べ物を持ってくると言い、小さなパンを持って帰って来てみんなで食べたが、やはりお腹はペコペコである。母は今度はもう一人の娘を殺すと言ったが、その娘は小さなパン2つを持って帰って来てみんなで食べたが、やはり空腹はどうにもならない。
母はまた娘を殺すと言ったが、娘は世界の終わりが来るまで横になって寝続けようと言った。そこで三人は寝てしまい、誰も起こすことは出来なかった。母親だけは何処かに行ってしまい、何処に行ったのかは誰も知らない。